# Coenagrion terue
Coenagrion terue är en trollsländeart som först beskrevs av Syoziro Asahina 1949.  Coenagrion terue ingår i släktet blå flicksländor, och familjen sommarflicksländor. IUCN kategoriserar arten globalt som livskraftig. Inga underarter finns listade i Catalogue of Life.